# Wanggang (sockenhuvudort i Kina, Jiangxi Sheng, lat 29,39, long 117,31)
Wanggang är en sockenhuvudort i Kina. Den ligger i provinsen Jiangxi, i den sydöstra delen av landet, omkring 160 kilometer nordost om provinshuvudstaden Nanchang. Antalet invånare är 9 827. Befolkningen består av 4 871 kvinnor och 4 956 män. Barn under 15 år utgör 14,0 %, vuxna 15-64 år 77 %, och äldre över 65 år 7,0 %.
Runt Wanggang är det ganska tätbefolkat, med 96 invånare per kvadratkilometer. Närmaste större samhälle är Jingdezhen, 14,7 km sydväst om Wanggang. I omgivningarna runt Wanggang växer i huvudsak blandskog.
Genomsnittlig årsnederbörd är 2 597 millimeter. Den regnigaste månaden är juni, med i genomsnitt 468 mm nederbörd, och den torraste är oktober, med 52 mm nederbörd.